# Dragon Ball
A Dragon Ball japán mangasorozat, amelyet Torijama Akira alkotott meg. A sorozat a Weekly Shounen Jump magazinban jelent meg 1984-től 1995-ig. Később egy 42 kötetet magában foglaló könyvsorozatban újranyomták (tankóbon). 2004-ben a manga újra megjelent 34 kötetben (kanzenban).
2000-ben az Egyesült Államokban a manga két képregény-sorozatban jelent meg: ez a Dragon Ball és a Dragon Ball Z volt. A képregények nem váltották be a hozzájuk fűzött reményt, köszönhetően a magas nyomdai költségeknek (2,95 dollár kettő, majd három fejezetért) és a hosszú történetnek. 2003-ban mindkét sorozat kiadását felfüggesztették. A Dragon Ball Z-t az induló Shounen Jump amerikai változatában folytatták, 2003 januárjától. Ezzel párhuzamban a Viz Media kiadta mind a 42 kötetet angolul. A Viz Media átnevezte a manga második részét Dragon Ball Z-re, hogy csökkentsék a zűrzavart Észak-Amerikában. A sorozatot az Egyesült Királyságban a Gollancz Manga adta ki.
A Dragon Ball a kis Son Goku életét követi nyomon. A gyerekkori kalandoktól kezdve egészen odáig, míg nagyapa nem lesz. Kalandjai során rengeteget harcol és végül a világ legerősebb harcművésze lesz. Son Goku nincs egyedül kalandjai során, rengeteg barát és ellenség viszi előrébb a történet fonalát.
A híres sárkánygömbök (Dragon Ball) sokszor hosszabb ideig töltenek be fontos szerepet az animében, azonban nem mindig játszanak szerepet a történet alakulásában. A hét darab sárkánygömb szétszórva található a világban. Amikor összegyűjtik azokat, megidézhető lesz Shenlong, a sárkány, aki teljesít egy kívánságot, amennyiben hatalmában áll. Miután teljesül a kívánság, a sárkánygömbök újra szétszóródnak a világban és egy évig nem lehet őket újra használni. A múltban akár több generációnak is le kellett áldoznia, hogy a hét gömböt valaki összegyűjtse. Azonban egy 16 éves lánynak, Bulmának sikerül készítenie egy „sárkányradart”, hogy könnyebben megtalálják a gömböket.

## A Dragon Ball története

### A Dragon Ball előtt
A hét évig a Súkan Sónen Jump magazinban futó humormanga, a Dr. Slump befejezésére Torijama Akira elkezdett azon gondolkodni, hogy mi lenne, ha beleugrana a Dragon Ball mangába. 1983-ban megírt két kiadást a Dragon Boy (magyarul: Sárkánykölyök) című mangából a Fresh Jump című magazinnak. Aztán félbemaradt. Nagyon sok elemet tartalmazott, amit a későbbi sorozatokban is felhasznált, mint például a különös sárkánygömbök. 1983-ban még közzétette (de ugyancsak nem fejezte be) a The Adventures of Tongpoo (magyarul: Tongpoo kalandjai) című művét, egy sci-fi-mangát, amiben ismét egy Goku-szerű szereplő található és a jövőben felhasználandó tárgyakat mutat be (mint például a kapszulák).

### Dragon Ball manga
1984 vége fele haladva megjelent az első "Dragon Ball", amit a Weekly Shounen Jumpban mutattak be, ugyanabban a magazinban, mint amiben korábban a Dr. Slump volt közzétéve. Azután a sorozat hetente jelent meg (hetente 14 lap, plusz a borító-lap) majdnem 11 évig, azután 1995 júniusában véget ért. Összesen 519 mérethű kötet és egy bónuszkötet lett közzétéve. Az amerikai stílusú képregényekkel ellentétben a Dragon Ball nagy részben fekete-fehér színű volt. A kiadások néhány lapja ki lett színezve, hogy kiemelje a lényeget. A manga Japánban újra ki lett nyomtatva egy (végleges, 42 kötetes) tankôbon-ba (japán regénybe). Az eredeti mangával ellentétben ebben minden oldalt szürkeárnyalatban nyomtattak ki.
A Dragon Ball történetének kezdete után másfél évvel Toriyama Akira néhány szereplőt és helyszínt az előző mangájából, a Dr. Slumpból rakott a mangába. Erre nagyon sok rajongó rájött, mivel a Slumpos szereplők eddig még sosem szerepeltek az akkori mangájában.

### Dragon Ball anime
Rövid idővel a megjelenés után a manga olyan sikerre tett szert, hogy a Toei Animation emberei is meggyőződtek arról, hogy el fog készülni majd egy animesorozat és egy játékfilm is. Az anime 1986 februárjában került bemutatásra a Fuji televízión, hetente egyszer – szerda este – sugároztak egy új epizódot.
Az animesorozat nagyon hasonlított a mangára (a Sailor Moonal ellentétben, ahol az anime és a manga nagyon eltér egymástól). Nagy hátrány volt, hogy nagyon gyakran ugyanazt láthatták a nézők az animében, mint a mangában és hogy a rajzolók abbahagyták a kiegészítő epizódok és szituációk elkészítését, hogy időben befejezzék az alkotásukat. Sok anyag a sorozatban (a filler-ek) gyakran gyengébb minőségű volt, mint az eredeti manga és egyszer-egyszer egyenesen ellentmondott annak, ami a forrásanyagában található. De ez talán nem meglepő, mivel minden héten egy 20 perces produkciót kellett kiadni – 14 lapból.
1986 decemberében, megjelent az első mozis változata az animének. A neve egyszerűen "Dragon Ball" volt (Japánban a végleges angol címe "Curse of the Blood Rubies" volt), és az anime első néhány epizódjait játssza újra. Ezt követően adtak még ki kiegészítő filmeket is, az egyiket 1987 júliusában a ("The Sleeping Princess in the Devil's Castle"), a másikat pedig 1988 júliusában ("Mystical Great Adventure"). (Az első két filmet Daisuke Nishio, a harmadikat Kazuhisa Takenouchi rendezte.)
A cím elterjedése miatt három videójátékot is adtak ki(Nintendóra). Az elsőt 1986-ban „The Mystery of Shenlong” néven, ez volt az egyetlen akciójáték a három közül. A másik kettő (1988 és 1989) kártyajáték / társasjáték volt.
Az anime sorozat 1989 áprilisában fejeződött be, 153 epizód után. Noha az animált sorozat befejeződött, a rajongóknak nem kellett túl sokat várnia a történet folytatására. Az anime egy hét után folytatódott a "Dragon Ball Z" című sorozattal.

### 1. angol kiadás
Egy évvel a Dragon Ball manga és anime befejezése után tettek egy export próbát, hogy az amerikaiak is láthassák alkotásukat. Ez a próbálkozás kudarcba fulladt, a nagy amerikai üzletekben sikertelen volt az eladás.
1986-ban Japánban létrehoztak egy Dragon Ball-os videójátékot a Nintendóra, amit a Bandai készített és exportált az Egyesült Királyságba. A címe "Dragon Power" (Japánban "Mystery of Shenlong") lett. Egy harcművészeti akciójáték volt, ami szorosan követte az első 13 kötet tervrajzát. Az eladási mennyiség nem tudható, de nem tarthatott tovább 7 évnél a Dragon Ball videójátékok kiadása az Egyesült Királyságban.
1989-ben elkészült az első kísérlet a Dragon Ball anime korlátozott számú eladására az Egyesült Királyságban, amit a Harmony Gold szinkronizált. Miután megtörtént a teszt-árusítás különböző városokban, az eredmény azt mutatta, hogy az angol piac sem igényli ezt a típusú terméket.

### Dragon Ball Z
A Dragon Ball Z Japánban a Dragon Ball anime befejezése után egy héttel indult, ugyanolyan időközönként. Az új sorozatnevet a producerek választották, hogy meg lehessen különböztetni a jelenlegi sorozatot, amiben csökkent a komédiás hangsúly és amiben újabb sci-fi elemek találhatóak, az előző sorozattól – noha mindkét animesorozat ugyanazon a mangán alapszik. Az új műsorban még javult a gyártási érték és az animációs minőség. Ez az átmenet megnyerő volt, nem csak amiatt, hogy nem volt semmi hézag a két kiadás között, hanem azért is, mert minden szereplőnek átdolgozta a múltját és új szereplőket is bemutatott. Nagy ugrást tett a sorozat annak érdekében, hogy új rajongókat szerezhessen.
A Z anime bemutatása után 3 hónappal, 1989 júliusában bemutatták az első Dragon Ball Z filmet ("Return my Gohan"). Ezt követően még évente kettő filmet készítettek el (egyet márciusban, egyet júliusban) egészen 1995-ig. Összesen 15 Dragon Ball Z film létezik. Hogy a játékfilmek ki ne maradjanak, 2 nagyfilm-hosszúságú televízióspeciált mutattak be (1990-ben és 1993-ban).
Az első "Dragon Ball" animéhez hasonlóan a "Dragon Ball Z" is ugyanabba a "mangából animébe" hibába esett. Bizonyos szempontból a probléma még feltűnőbb volt a "Z" sorozat bemutatása során, mert a manga a harcokra túl nagy hangsúlyt helyezett. Ezekből a harcra irányuló fejezetekből sokkal nehezebb volt megfelelő hosszúságú epizódot készíteni.
1995 májusában a hosszú ideje futó "Dragon Ball" manga végre véget ért a Shonen Jumpban. A "Dragon Ball Z" sorozat 1996 januárjában ért véget, 291 epizóddal. Ezt követően a japán rajongóknak megint nem kellett egy hétnél többet várniuk, mert megérkezett az újabb folytatás, "Dragon Ball GT" néven.
A Dragon Ball Z bemutatása során a ráépülő egyéb üzletágak termékei egyre keresettebbek lettek. ( Például a videójáték-kiadások: először Nintendo Entertainment Systemre, azután később Super Nintendo Entertainment Systemre, PlayStationre, Game Boyra, és Sega Saturnra.)

### 2. angol kiadás
1994-ben a FUNimation Production Inc. megvásárolta az összes angol kiadást, majd összeállt a Kidmark Entertainmenttel, hogy bemutassa az Egyesült Királyságban. Még a Ocean Groupot is bevették utószinkronizálásra. A 28 részből a 13.-nál abbahagyták a vetítést.
2004-ben a Kidmark részesedése még mindig megvolt az első 13 Dragon Ball epizódban, ez megakadályozta a FUNimationt, hogy szerkesztés nélkül kiadja azt a 13 részt (az ő utószinkronjukkal) az Egyesült Államokban DVD-n (noha már akkor is futott a Cartoon Network-ön és más országokban is ki lett adva).
A két sikertelen Egyesült Államokbeli próbálkozás után a FUNimation szerződést kötött a Sabannal (ami abban az időben egy másik japán importtal, a Mighty Morphin Power Rangers-el vált híressé) és elkezdték leadni a Dragon Ball Z-t az amerikai TV-ken, megint az Ocean Groupos hangokkal. A sorozat kiskorú nézői nem viselték jól a Z anime erőszakosabb és felnőttesebb természetét, ennek következtében széles körű szerkesztést végeztek a sorozaton (67-ből 14 részt kihagytak, ez majdnem 21%), kitörölték a halált, a vért és megfelelő szöveget írtak hozzá. Nagyon sok rajongója azt mondta, hogy ezek a szerkesztések csak még rosszabbá tették a sorozatot, mivel az erőszak mindig következmény nélkül maradt.
Az anime kiegészítéseként a Saban átszerkesztette a harmadik Dragon Ball Z filmet ("Tree of Might") és kiadta háromrészes epizódként. Később még két film lett kiadva a Pioneer Entertainment szerkesztésével, amiben a szövegváltoztatások mellett Goku új szinkronja a fő eltérés.
53 résznél többet nem sugároztak le.

### Dragon Ball GT
A harmadik Dragon Ball sorozat 1996 februárjában kezdődött, közvetlenül a "Dragon Ball Z" befejezése után. Ezt az új sorozatot Dragon Ball GT-nek nevezték el ("Grand Tour" – magyarul Nagy Túra). A GT-n nem csak Toriyama Akira dolgozott hanem egy másik író is. Kezdetben megosztó lett sorozat mivel problémák voltak a sorozattal. Csökkent a japán Dragon Ball rajongók száma. Hogy segítsenek felkelteni az érdeklődést és hogy a sorozat visszaérhessen a gyökerekhez, egy határozat lett létrehozva, miszerint vissza kell térni az eredeti, komédiás stílushoz. Ez a határozat oda vezetett, hogy néhány ismert gonosztevő is képernyőre került és a főszereplő visszafejlődött olyan idős korára, mint amilyen az eredeti sorozat kezdetekor volt. Ez a döntés rengeteg rajongót elkápráztatott. A sorozat megmaradó epizódjait ezért akciódúsra kellett megalkotni, ám ez sokat segített: 64 résszel, 1997 novemberében fejeződött be.
Special-ja 1997. március 26-án jelent meg Dragon Ball GT: Goku Gaiden! Yuuki no Akashi wa Suushinchuu címmel (angolul: Dragon Ball GT: A Hero's Legacy). A GT befejezésében látható Goku Jr. legnagyobb gyermekkori kalandját mutatja be 45 percben.
A GT eladása kisebb volt, mint az előző sorozatoknak, ennek köszönhető az is, hogy egyetlen special-ján kívül nem készült hozzá film. Más területeken (például videójátékok) hozta meg a várt sikert.
1996 márciusában, még a GT futása alatt adták ki a Dragon Ball 10. évfordulójának specialját ("The Path to Power" néven). A cselekmény a Dragon Ball legelejétől meséli el a történetet.

### 3. angol kiadás
1998 augusztusában a Saban/Funimation szinkronú Dragon Ball Z új életre kelt a Cartoon Network akciós-animált blokkjában, a Toonamiban. Ez a blokk sokkal szélesebb körű nézettséget szerzett a sorozatnak, így a Funimation folytatta a szinkronizálást. A harmadik évad 1999-ben jelent meg videókazettán, majd a Cartoon Network is sugározni kezdte. A szinkronizálás 2003-ra lett készen, új zenékkel, de a megszokott fordítással. Minden évad kapott elismerést az Egyesült Királyságban. 2000 körül a Burger King is felfigyelt a sikerre és kiadott egy szett figurát a Kids Meal-hez, ajándékba.
A Cartoon Network-ös befejezés után a Funimation új szinkront készített, amelyben már nem a Bruce Faulconer által komponált zenék hallhatóak, hanem az eredeti. A DVD-kiadással akadt egy kis bökkenő: mivel még a Kidmarké volt a régi DB szinkronból a részesedés, ők nem engedték, hogy az új hanggal adják ki az első 13 epizódot. A szerződés lejárta után a megmaradó két DB film is újra lett szinkronizálva.
2003-ban a Funimation elkezdte a Dragon Ball GT szinkronizálását, amit lehetett volna futtatni a Cartoon Networkön és ki is lehetett volna adni DVD-n. Azonban attól féltek, hogy ugyanolyan kudarc lesz, mint amilyen Japánban volt, ezért kihagyták a sorozat első felét, készítettek egy speciális kezdő részt, új zeneszerzőt szereztek és hiphop stílusú openinget készítettek, hogy megpróbálják "feltuningolni" a sorozatot . Végül a befejezés után DVD-n kerültek forgalomba a kihagyott részek "Lost Episodes" (magyarul: Elveszett részek) néven.

### Dragon Ball Kai
2009 februárjában a Toei Animation bejelentette, hogy újra nekilátnak a Dragon Ball Z-nek 20 éves évforduló alkalmából. Ez tulajdonképpen az eredeti epizódok digitális felújítása volt, kivágva belőle szinte minden olyan részt, amit az animátorok utólag tettek hozzá, tehát csakis olyan dolgok maradtak meg, melyek a mangában is olvashatóak. A premier április 5-én volt a Fuji TV-n. 98 részt sugároztak 2011 márciusáig, ebből 97 részt sugároztak hivatalosan, a 98. részt DVD-n adták ki. A 2011-ben történt földrengés és cunami miatt nem folytatták a sorozatot, így 2011. március 27-én sugározták az utolsó részt. 2014 februárjában bejelentették, hogy folytatják a sorozatot az utolsó történetszállal a Majin Buu-történettel szintén fillermentesen. A Dragon Ball Kai 2015. június 28-án fejeződött be 159 résszel.

### Dragon Ball Super
2015. április 28-án a Toei Animation bejelentette, hogy 18 év után visszatér a Dragon Ball, méghozzá egy teljesen új sorozattal. A sorozat címe Dragon Ball Super lett, amelyet maga Toriyama Akira írt, cselekménye a Majin Buu sztori után játszódik. A sorozat 2015 júliusában indult és vasárnaponként adta a Fuji TV. A Dragon Ball Super 2018 márciusában fejeződött be a 131. résszel.

### Dragon Ball Daima
2024 őszétől új Dragon Ball anime érkezik kizárólag streamingre és a Fuji TV-re. A történet, a karakterek és az egész projekt Toriyama Akira-tól származik, sokkal jobban részt fog venni munkában, beleértve az írást is (egészen haláláig dolgozott rajta), mint anno a Super-ben (a Super esetében csak vázlatokat írt és a párbeszédeket, valaminta részleteket pedig a Dragon Ball Room dolgozta ki). A történet szerint Goku, Vegeta és a többiek egy összeesküvés áldozatai lesznek, és ezért gyakorlatilag gyerekké változnak. Céljuk persze eredeti alakjuk visszanyerése lesz, ehhez pedig egy új és ismeretlen világot kell majd felfedezniük. Az új sorozat a fiatalabbakat és a gyerekeket fogja megcélozni. 2025. február 28-án 20 résszel véget ért.

### Neko Majin Z
Ahogy eddig minden Toriyama Akira által írt manga, a Neko Majin első kötete is a Weekly Shounen Jumpban jelent meg 1999 áprilisában. 2005-ben ért véget 8 teljes kötettel (ebből 5 Dragon Ball paródia volt). Ezek a kötetek egy "kanzenban" stílusú csomagba lettek csomagolva és 2005. április 4-én kerültek kiadásra. Mivel a manga szándékosan parodizálja ki a Dragon Ballt, ezért a legtöbb rajongó nem tekinti folytatásnak.

### 4. angol kiadás
Aztán, hogy a FUNimation befejezte a Dragon Ball, Dragon Ball Z és Dragon Ball GT szinkronizálását, a társaság visszatért az első 53 epizódhoz, amit vágatlan verzióban, FUNimation-szinkronnal adtak ki. A Cartoon Network 2005-ben sugározta. Újabb siker. Az epizódok száma 276-ról(szerkesztett) 291-re(vágatlan, olyan, mint az eredeti) változott. Minden Dragon Ball epizódot és filmet a FUNimation szinkronizált.

### Kochikame 30. évfordulója
Kochikame 30. évfordulója alkalmából, 2006 szeptemberében Ryo-san készített egy rövid leírást minden Weekly Jumpban leadott mangáról; a legfigyelemreméltóbb, mikor egy tengerészként jelenik meg a One Pieceben vagy Don Patch mellett iszik a Bobobo-bo Bo-boboban. Ugyanakkor speciális kötetek is napvilágra kerültek, ami a Kochikame szereplőket mutatja be különféle mangákban, mint a Golgo 13-ban, a Lupin III-ban, a Kinnikumanban és a Dragon Ball-ban.

## Speciális kötetek
1. Golgo 13 (The Holiday Runner, magyarul: A vakációzó futó) – Ryo-san és Nakagawa Franciaországban vakációzik, mikor Ryo-san poggyásza összekeveredik Golgo 13-éval. Utána kell menniük, hogy visszaszerezzék.
2. Lupin III (Kankichi Ryotsu vs. Lupin III) – Ryo-sannak, Nakagawanak, Reikonak és Buchonak meg kell akadályozniuk Lupint és csapatát, hogy ellopjon egy gyémántot a Múzeumból.
3. Kinnikuman (Seigi Choujin's Great Rendezvous in Kameari, magyarul: Seigi Choujin Nagy Találkozója Kameariban) – Kinnikuman és az imádott Choujins Kameariba indul, hogy megküzdjön Akuma Choujins-szal, ám meg kell szakítaniuk útjukat.
4. Dragon Ball (Kochira Namek-Sei Dragon Koen-mae Hashutsujo) – Ryo-san a Namek bolygóra kerül, beleszalad Dermesztőbe és megpróbálja letartóztatni, mert rossz helyen parkolt. Vegita és Goku is megjelenik.
5. Shinsetsu Bobobo-bo Bo-bobo, Pyuu to Fuku! Jaguar, Taizo Mote King Saga, Maison de Penguin (Ryo-san vs. Don Patch!! Jump Gag All Stars' Great Panic in Katsushika, magyarul: Ryo-san vs. Don Patch!! Riasszunk el minden csillagot! A katsushika-i pánik) – Don Patch féltékeny Ryo-sanra, hogy évfordulója van, ezért ellopja Ryo-san szobrát. Bo-bobo, Jaguar és Taizo segít a szobor visszaszerzésében.

### Cross Epoch
A Cross Epoch egy japán manga, Toriyama Akira és Oda Eiichiro közös alkotása, a "Dragon Ball" és a "One Piece" keresztezése.
2006. december 25-én jelent meg a Weekly Shounen Jump magazinban.
Mivel a Cross Epoch csak egy fejezet, ezért nem jelent meg önmagában, azonban a One Piece manga 10. évfordulójára kiadott One Piece Treasures könyvben 2007 nyarán igen.

### Nemzetközi angol szinkron
A Blue Water stúdió készített egy utószinkront a Dragon Ballhoz, a Z-hez és a GT-hez. Ez a szinkron nagyon híres, mivel "vágatlan"-ok maradtak a jelenetek még a TV-s kiadásokban is.

### Zenék
Az eredeti zenék közül az aláfestő zenék Shunsuke Kikuchi és Yamamoto Kenji munkái, az opening-ek és ending-ek címei és előadói:
Dragon Ball:
OP: Takahashi Hiroki – Maka Fushigi Adventure (1-153)
ED: Hashimoto Ushio – Romantikku Ageru yo (1-153)
Dragon Ball Z:
1.OP: Kageyama Hironobu – Cha-la Head Cha-la (1-199)
1.ED: MANNA – Dete Koi Tobikiri ZENKAI Pawaa! (1-199)
2.OP: Kageyama Hironobu – We Gotta Power (200-291)
2.ED: Kageyama Hironobu – Boku-tachi Wa Tenshi Datta (200-291)
Dragon Ball GT:
OP: Field of View – DAN DAN Kokoro Hikarete ku (1-64)
1.ED: DEEN – Hitori Ja Nai (1-26)
2.ED: Zard – Don't You See! (27-41)
3.ED: Kudou Shizuka – Blue Velvet (42-50)
4.ED: Wands – Sabitsuita Machine Gun de Ima o Uchinukou (51-63)
Kísérőzenékből 20 album lett kiadva, Doragon Booru Zetto Hitto Kyoku shuu néven. Később ezekből különböző válogatások is készültek.

## Visszatérő témák
Karmikus témák járják át a Dragon Ball történetét. A fiatal Son Gokut azért küldték a Földre, hogy elpusztítsa azt. Goku érkezése után rengeteg ellenséges szándékú lény érkezik a keresésére vagy véletlen találkoznak egymással. Goku többször is megmenti a Földet, még saját élete árán is. A veszélyek, amivel a Földnek szembe kell nézni, Goku őseinek karmikus visszaverődései. Goku többféleképpen fizet meg ősei bűneiért. Az otthonának védelmével Goku a hatalmas harcosok elveszett fajának élő jelképe.
Mint minden harcművészetet megjelentető dolognak, a Dragon Ball történetének is a központjában – a legtöbb negatív felfogással ellentétben – a megbocsátás, a szeretet és a könyörület fontossága áll. Ezek általában példaképekben testesülnek meg, mint Son Goku vagy Son Gohan. Csaknem minden szereplő először gonoszként jelent meg a mangában, de legtöbbjük áttért a jó oldalra. Általában csak egy nagyobb ellenfél legyőzése végett álltak össze a gonoszak a jókkal, de az ellenfél legyőzése után a legtöbben megtalálták a motivációt a jó ügyért folytatott harcban, ez a sorozat elejétől (első példák erre: Yamcha, Oolong, Pu'ar, Tensinhan és Chaozu) egészen az utolsó sagaig (csak Cell és Dermesztő nem tért jó útra) megfigyelhető. Két leghíresebb "átálló karakternek" talán Ifjú Sátán és Vegita-t tekinthetjük. Majin Buu, az utolsó főellenség is jó útra tért, amikor lelke gonosz fele jóként született újra, Uub néven. (Ilyen megtérések gyakran láthatóak az amerikai képregényekben is)
A Dragon Ball-ban jelentős motívum még az önfejlesztés és a jámborság. A főszereplők sosem hagyták abba az edzést a sorozatban. A sorozat folyamán Son Goku a legerősebb az univerzumban, ám ekkor sem hagyja abba az edzést, melynek egyetlen célja van: az önfejlesztés és semmi más. A negatív szereplők bukásához pedig a beképzeltségük vezet. Azt hiszik, hogy erejük miatt legyőzhetetlenek, s a jó harcosok erre cáfolnak rá.

## Összefüggés az animével
A Dragon Ball és a Dragon Ball Z anime is az eredeti Dragon Ball mangán alapszik. A Dragon Ballban Son Goku életét követhetjük nyomon 12 éves korától 18 éves koráig, ekkor házasodik meg. A Dragon Ball Z története 5 évvel később folytatódik, Gokunak ekkor már gyereke van és a Földre új, az eddigieknél erősebb ellenség érkezik. A Dragon Ball GT a Dragon Ball Z "hivatalos" folytatása, mely nem Toriyama Akira munkáján alapszik. Toriyama sok szerepet kapott az animéből. Az új karakterek nagy részét ő tervezte meg, illetve egyéb apróbb dolgokat végzett el a sorozatban. Valamint ő írta a Dragon Ball GT legutolsó részét. 2015-ben bemutatkozott a Dragon Ball Super, mely a Dragon Ball Z hivatalos folytatása melyet Toriyama Akira ír. A történet Buu legyőzése és a legújabb két Dragon Ball Z-film után, valamint a tízéves időugrás közötti és a 28. Harcművészeti Nagytorna előtt játszódik (tulajdonképpen a Dragon Ball Z 288. és 289. epizódja között).[forrás?]

## Kronológia
- 1980- A "Dr. Slump" elindul a Shounen Jumpban (február)
- 1983- A "Dragon Boy" (magyarul: Sárkánykölyök) és az "Adventures of Tongpoo" (magyarul: Tongpoo kalandjai) megjelenik a Fresh Jumpban
- 1984- A "Dr. Slump" véget ér (szeptember)
- 1984- A "Dragon Ball" manga elindul a Shounen Jumpban (november 20.)
- 1985- "Dragon Ball" manga, tankobon közzététel
- 1986- A "Dragon Ball" anime bemutatkozik a Fuji TV-ben (február)
- 1986- A "Dragon Ball – Mystery of Shenlong" játék kiadása Nintendóra (november)
- 1986- A "Dragon Ball Movie 1" bemutatója (december)
- 1987- A "Dragon Ball Movie 2" bemutatója (július)
- 1988- A "Dragon Ball Movie 3" bemutatója (július)
- 1988- A "Resurrection of the Demon King" játék kiadása Nintendóra (csak Japánban, augusztus)
- 1989- A "Dragon Ball" anime véget ér (április)
- 1989- A "Dragon Ball Z" anime elkezdődik (április)
- 1989- A "DBZ Movie 1" bemutatója (július)
- 1989- A "Story of Goku" kiadása Nintendóra (csak Japánban, október)
- 1990- A "DBZ Movie 2" bemutatója (március)
- 1990- A "DBZ Movie 3" bemutatója (július)
- 1990- A "Bardock special" a Fuji TV-n (október)
- 1990- Az "Attack of the Saiya-jin" kiadása Nintendóra (csak Japánban, október)
- 1991- A "DBZ Movie 4" bemutatója (március)
- 1991- A "DBZ Movie 5" bemutatója (július)
- 1991- A "Battle Against Freeza" kiadása Nintendóra (csak Japánban, augusztus)
- 1992- A "Legend of the Super Saiya-jin" kiadása Super Nintendóra (csak Japánban, január)
- 1992- A "DBZ Movie 6" bemutatója (március)
- 1992- A "DBZ Movie 7" bemutatója (július)
- 1992- A "Battle Against the Androids" kiadása Nintendóra (csak Japánban, augusztus)
- 1992- A "Plan to Destroy the Saiya-jin" kiadása Nintendóra (csak Japánban, augusztus)
- 1992- A "Dragon Ball Z Barcode Battler" kiadása Nintendóra (csak Japánban, december)
- 1993- A "Trunks special" a Fuji TV-n (február)
- 1993- A "DBZ Movie 8" bemutatója (március)
- 1993- A "Super Butoden 1" kiadása Nintendóra (csak Japánban, március)
- 1993- A "DBZ Movie 9" bemutatója (július)
- 1993- A "Super Butoden 2" kiadása Nintendóra (csak Japánban, december)
- 1994- A "DBZ Movie 10" bemutatója (március)
- 1994- A "Buu Yuu Retsuden" kiadása Mega Drive-ra (csak Japánban, április)
- 1994- A "DBZ Movie 11" bemutatója (július)
- 1994- A "Super Butoden 3" kiadása Nintendóra (csak Japánban, szeptember)
- 1994- A "The Plan to Destroy the Saiya-jins Part 1" bemutatója (csak Japánban, szeptember)
- 1994- A "Legend of Son Goku" kiadása Turbo Duo-ra (csak Japánban, november)
- 1994- A "Goku Hishouden" kiadása Game Boy-ra (csak Japánban, november)
- 1994- A "The Plan to Destroy the Saiya-jins Part 2" bemutatója (csak Japánban, december)
- 1995- A "DBZ Movie 12" bemutatója (március)
- 1995- A "Super Gokuden 1" kiadása Super Nintendóra (csak Japánban, március)
- 1995- A "Dragon Ball" manga véget ér (május 23.)
- 1995- A "DBZ Movie 13" bemutatója (július)
- 1995- "Ultimate Battle 22" kiadása PlayStationre (csak Japánban, július)
- 1995- A "Goku Gekitouden" kiadása Game Boyra (csak Japánban, augusztus)
- 1995- A "Dragon Ball" manga tankobon kiadása befejeződött (augusztus)
- 1995- A "Super Gokuden 2" kiadása Super Nintendóra (csak Japánban, szeptember)
- 1995- A "Shin Butoden" kiadása Saturn-ra (csak Japánban, november)
- 1996- A "Dragon Ball Z" anime befejeződik (január)
- 1996- A "Dragon Ball GT" anime elkezdődik (február)
- 1996- A "Dragon Ball 10th Anniversary Movie" bemutatója (március)
- 1996- A "Hyper Dimension" kiadása Super Nintendóra (csak Japánban, március)
- 1996- A "Dragon Ball Z Legends" kiadása PlayStationre és Saturnra (csak Japánban, május)
- 1996- A "Dragon Ball Z" anime elérkezik az Egyesült Királyságba (ez az első szerkesztett évad, szeptember)
- 1997- A "Dragon Ball GT – Goku special" a Fuji TV-n (március)
- 1997- A "Dragon Ball GT Final Bout" kiadása PlayStation-re (csak Japánban, augusztus)
- 1997- A "DBZ Movie 3" kiadása az Egyesült Királyságban (november)
- 1997- A "Dragon Ball GT" befejeződik (november)
- 1997- A "DBZ Movie 1" kiadása az Egyesült Királyságban (december)
- 1997- Dragon Ball magyar szinkronnal az RTL Klubon (december 3.)
- 1998- Dragon Ball magyar szinkronnal véget ér az RTL Klubon (július 8.)
- 1998- A "DBZ Movie 3" kiadása az Egyesült Királyságba (március)
- 1998- A 'Viz' elkezdte kiadni a DB & a DBZ mangát az Egyesült Királyságban képregényként (március)
- 1998- A "DBZ Movie 2" kiadása az Egyesült Királyságban (május)
- 1998- A "Dragon Ball Movie 1" kiadása az Egyesült Királyságban (július)
- 1998- Dragon Ball Z magyar szinkronnal az RTL Klubon (október 26.)
- 1999- A Dragon Ball Z-t leveszi a műsoráról az RTL Klub (április 23.)[2]
- 1999- A "Dragon Ball Movie 2" kiadása az Egyesült Királyságban (április)
- 1999- A "Dragon Ball Z" 3. évadja (Ginyu és Furiza saga) kiadása az Egyesült Királyságban a Cartoon Network-ön (szeptember)
- 2000- A "Trunks special" kiadása az Egyesült Királyságban (december)
- 2001- A "Bardock special" kiadása az Egyesült Királyságban (január)
- 2001- A "Dragon Ball Movie 3" kiadása az Egyesült Államokban (február)
- 2001- A "DBZ Movie 4" kiadása az Egyesült Királyságban (augusztus)
- 2001- A "Dragon Ball" anime újra ki lett adva az Egyesült Királyságban (augusztus)
- 2002- A "DBZ Movie 5" kiadása az Egyesült Királyságban (január)
- 2002- A "DBZ Movie 6" kiadása az Egyesült Királyságban (augusztus)
- 2002- A "Dragon Ball Z Budokai kiadása Playstation 2-re (december)
- 2003- A "DBZ Movie 7" kiadása az Egyesült Királyságban (február)
- 2003- A Viz befejezte a "Dragon Ball" manga kiadását az Egyesült Királyságban.
- 2003- A "Dragon Ball Z: Ultimate Battle 22" kiadása az Egyesült Királyságban (március)
- 2003- A "Dragon Ball 10th Anniversary Movie" kiadása az Egyesült Királyságban (április)
- 2003- A "Dragon Ball Z" új szinkronos változatának sugárzása (április)
- 2003- A "DBGT" kiadása DVD-re az Egyesült Királyságban (április)
- 2003- A "DBZ Movie 8" kiadása az Egyesült Államokban (augusztus)
- 2003- A Dragon Ball Z Budokai 2 kiadása Playstation 2-re (november)
- 2004- A "DBZ Movie 9" kiadása az Egyesült Királyságban (augusztus)
- 2004- A Dragon Ball Z Budokai 3 kiadása Playstation 2-re (december)
- 2005- A "DBGT" befejeződik az Egyesült Királyságban
- 2005- A "DBZ Movie 10" kiadása az Egyesült Királyságban (április)
- 2005- A "DBZ" első két évadja újra ki lett adva vágatlanul az Egyesült Királyságban (április)
- 2005- A "DBZ Movie 11" kiadása az Egyesült Királyságban (szeptember)
- 2005- A Dragon Ball Z Budokai Tenkaichi kiadása Playstation 2-re (november)
- 2006- A "DBZ Movie 12" kiadása az Egyesült Államokban (március)
- 2006- Az új szinkronos DBZ befejeződött az Egyesült Királyságban (május)
- 2006- A "DBZ Movie 13" kiadása az Egyesült Államokban (augusztus)
- 2006- A Dragon Ball Z Budokai Tenkaichi 2 kiadása Playstation 2-re (október)
- 2006- A Dragon Ball Z Budokai Tenkaichi 2 kiadása Wii-re
- 2007- Az 1. évad vágatlanul lett kiadva az Egyesült Királyságban (február)
- 2007- A "DRAGONBALL MMORPG" kihirdetése (március)
- 2007- A 2. évad vágatlanul lett kiadva az Egyesült Királyságban (május)
- 2007- A 3. évad vágatlanul lett kiadva az Egyesült Királyságban (szeptember)
- 2007- A Dragon Ball Z Budokai Tenkaichi 3 kiadása Playstation 2-re (november)
- 2007- A Dragon Ball Z Budokai Tenkaichi 3 kiadása Wii-re (november)
- 2008- Dragon Ball Burstlimit megjelenése (június)
- 2008- "Yo! Son Goku and His Friends Return!!" című special bemutatása a Shounen Jump 40. születésnapja alkalmából (szeptember)
- 2009- Dragonball Evolution (Élőszereplős film) megjelenése (USA: április, Japán: Május, Magyar: április 9.)
- 2009- Dragon Ball Kai (Fillermentes, felújított DBZ megjelenése) (Japán: áprilistól)
- 2009- Dragon Ball Raging Blast megjelenése PS3-ra és Xbox360-ra (november)
- 2011- A "Dragon Ball Kai" anime véget ér a Cell történetfejezet után (március 27.)
- 2011- Dragon Ball GT magyar szinkronnal az Animax-en (szeptember 20.)
- 2012- Dragon Ball GT magyar szinkronnal véget ér az Animax-en (május 1.)
- 2012- Dragon Ball GT – Goku öröksége TV speciál az Animax-en (május 8.)
- 2012- Dragon Ball Z magyar szinkronnal a Viasat 6-on (szeptember 1.)
- 2013- Dragon Ball Z magyar szinkronnal, TV-ben eddig sosem látott részekkel a Viasat 6-on (november 13-tól)
- 2013- A "DBZ Movie 14" bemutatója (március)
- 2013- Dragon Ball Z x Toriko x One Piece közös epizód (április)
- 2013- Dragon Ball Z Battle of Z kiadása Xbox 360-ra (December)
- 2014- Dragon Ball Z Battle of Z kiadása Playstation 3-ra (január)
- 2014- Dragon Ball Z magyar szinkronnal véget ér a Viasat 6-on (február 6.)
- 2014- Dragon Ball Kai című anime folytatódik a Fuji TV-n, mely a Majin Buu Sagát fogja újra elmesélni (április 6.)
- 2015- A "DBZ Movie 15" bemutatója (április)
- 2015- A "Dragon Ball Kai" anime véget ér (június 28.)
- 2015- Dragon Ball Super címen egy új sorozat indul, aminek maga Toriyama írja a történetét (július 5.)
- 2015- A "Dragon Ball Super" manga elindul a V-Jumpban (június 20.)
- 2016- "Dragon Ball Z: F, mint feltámadás! Jövőbeli Trunks Különleges Kiadás!" speciál (rendezői változat) a Fuji TV-n (augusztus)
- 2016- Dragon Ball Xenoverse 2 megjelenése PS4-re, Xbox One-ra, és PC-re (október)
- 2017- Dragon Ball Super 1 órás televíziós különkiadás (október 8.)
- 2018- A Dragon Ball FighterZ megjelenése PS4-re, Xbox One-ra, és PC-re (január 26, Japánban február 1.)
- 2018- A "Dragon Ball Super" anime véget ér (március 25.)
- 2018- Dragon Ball Super magyar szinkronnal a Viasat 6-on (március 28-tól)
- 2018- "Super Dragon Ball Heroes" címen új anime sorozatot mutatnak be Japánban (A Dragon Ball Heroes játékhoz szánják egyfajta marketing sorozatnak, július 1.)
- 2018- "Dragon Ball Super movie" bemutatója (december 14.) (20. dragon ball film)
- 2018- Dragon Ball Super egy 1 órás külön kiadást kap a Broly film premierje előtt (december 2.)
- 2019- Új részekkel folytatódik a Dragon Ball Super a Viasat 6-on (március 25.)
- 2019- Dragon Ball Super magyar szinkronnal véget ér a Viasat 6-on (június 7.)
- 2020- Dragon Ball Z: Kakarot megjelenése PS4-re, Xbox One-ra, és PC-re (január 17.)
- 2021- Új hivatalos dragon ball honlap indul (május 9.) (https://en.dragon-ball-official.com)
- 2022- A "Dragon Ball Super movie 2" bemutatója (június 11.)[3]
- 2022- Dragon Ball: The Breakers megjelenése PS4-re, Xbox One-ra, Xbox Series X és S-re, Nintendo Switchre, és PC-re (október 14.)
- 2024- Dragon Ball Daima címen egy új sorozat indul a Fuji TV-n és maga Toriyama írja/írta a történetét (október 11.)
- 2024- Torijama Akira március 1-jén elhunyt.
- 2024- Szaúd-Arábia megépíti az első Dragon Ball vidámparkot a világon.
- 2024- A "Super Dragon Ball Heroes" anime véget ér (augusztus 8.)
- 2024- A Dragon Ball: Sparking! Zero megjelenése PS5-re, Xbox Series S és X-re és PC-re (október 11.)
- 2025- A "Dragon Ball Daima" anime véget ér (február 28.)

## Lásd még
- A Dragon Ball szereplőinek listája
- A Dragon Ball epizódjainak listája
- Dragon Ball-videójátékok
- Dragon Ball (anime)
- Dragon Ball Z
- Dragon Ball GT
- Dragon Ball Kai
- Dragon Ball Super
- Dragon Ball Daima
- A Dragon Ball bolygóinak listája
- Dragonball: Evolúció

### japán
- Hivatalos Toei Animation Dragon Ball website
- Hivatalos Toei Animation Dragon Ball Z website
- Hivatalos Toei Animation Dragon Ball GT website
- Hivatalos Toei Animation Dragon Ball Kai website
- Fuji TV Dragon Ball
- Fuji TV Dragon Ball Z
- Shueisha Dragon Ball Z

### magyar
- Dragonball Flash Játékgyűjtemény